# San Cresci in Valcava
San Cresci in Valcava. Si chiamò così un comune del Mugello, creato nel 1808 dal governo francese della Toscana con la parte meridionale del comune di Borgo San Lorenzo. Il suo territorio confinava con i comuni di Vaglia, San Piero a Sieve, Borgo San Lorenzo, Vicchio, Pontassieve e Fiesole.
Questo piccolo comune ebbe però vita brevissima, in quanto venne soppresso al momento della Restaurazione granducale in Toscana (1815) e il suo territorio fu nuovamente unito a quello di Borgo San Lorenzo.